# 臨州 (重慶市)
臨州（りんしゅう）は、中国にかつて存在した州。
553年（廃帝2年）、西魏により設置された。605年（大業元年）、隋代により廃止され、その管轄区域は信州に移管された。

## 下部行政区画
- 臨江郡
  - 臨江県